# عاشقان دیوانه می‌شوند
عاشقان دیوانه می‌شوند (به هندی: Deewane Huye Paagal)فیلمی محصول سال ۲۰۰۵ و به کارگردانی ویکرام بات است. در این فیلم بازیگرانی همچون آکشی کومار، شاهد کاپور، سونیل شتی، ریمی سن، پارش راوال، جانی لور، اوم پوری، سورش منون، سوپریا پیلگانکار، آسرانی، آفتاب شیودسانی، ویوک اوبروی ایفای نقش کرده‌اند.